# Andrej Đokanović
Andrej Đokanović (Istočna Ilidža, 1º marzo 2001) è un calciatore bosniaco, centrocampista dell'Ümraniyespor.

## Caratteristiche tecniche
È un centrocampista difensivo.

## Carriera

### Club
Cresciuto nelle giovanili del Sarajevo, debutta in prima squadra il 3 aprile 2019 in occasione del match di Kup Bosne i Hercegovine vinto 4-1 contro lo Sloga Gornje Crnjelovo.

### Nazionale
Ha giocato nelle nazionali giovanili bosniache Under-17, Under-19 ed Under-21.
Il 6 giugno 2021 esordisce in nazionale maggiore nell'amichevole persa 2-0 contro la Danimarca.

## Statistiche
Statistiche aggiornate al 6 giugno 2021.

### Presenze e reti nei club
| Stagione        | Squadra         | Campionato      | Campionato | Campionato | Coppe nazionali | Coppe nazionali | Coppe nazionali | Coppe continentali | Coppe continentali | Coppe continentali | Altre coppe | Altre coppe | Altre coppe | Totale | Totale | Totale |
| Stagione        | Squadra         | Comp            | Pres       | Reti       | Comp            | Pres            | Reti            | Comp               | Pres               | Reti               | Comp        | Pres        | Reti        | Pres   | Reti   |        |
| --------------- | --------------- | --------------- | ---------- | ---------- | --------------- | --------------- | --------------- | ------------------ | ------------------ | ------------------ | ----------- | ----------- | ----------- | ------ | ------ | ------ |
| 2018-2019       | Sarajevo        | PL              | 1          | 0          | CB              | 1               | 0               |                    | -                  | -                  |             | -           | -           | 1      | 0      |        |
| 2019-2020       | Sarajevo        | PL              | 17         | 0          | CB              | 0               | 0               | UCL+UEL            | 2+2                | 0                  |             | -           | -           | 17     | 0      |        |
| 2020-2021       | Sarajevo        | PL              | 30         | 0          | CB              | 4               | 0               | UCL+UEL            | 2+2                | 1+0                |             | -           | -           | 30     | 0      |        |
| Totale carriera | Totale carriera | Totale carriera | 48         | 0          |                 | 5               | 0               |                    | 8                  | 1                  |             | -           | -           | 60     | 1      |        |

### Cronologia presenze e reti in nazionale
| Cronologia completa delle presenze e delle reti in nazionale ― Bosnia ed Erzegovina | Cronologia completa delle presenze e delle reti in nazionale ― Bosnia ed Erzegovina | Cronologia completa delle presenze e delle reti in nazionale ― Bosnia ed Erzegovina | Cronologia completa delle presenze e delle reti in nazionale ― Bosnia ed Erzegovina | Cronologia completa delle presenze e delle reti in nazionale ― Bosnia ed Erzegovina | Cronologia completa delle presenze e delle reti in nazionale ― Bosnia ed Erzegovina | Cronologia completa delle presenze e delle reti in nazionale ― Bosnia ed Erzegovina | Cronologia completa delle presenze e delle reti in nazionale ― Bosnia ed Erzegovina |
| Data                                                                                | Città                                                                               | In casa                                                                             | Risultato                                                                           | Ospiti                                                                              | Competizione                                                                        | Reti                                                                                | Note                                                                                |
| ----------------------------------------------------------------------------------- | ----------------------------------------------------------------------------------- | ----------------------------------------------------------------------------------- | ----------------------------------------------------------------------------------- | ----------------------------------------------------------------------------------- | ----------------------------------------------------------------------------------- | ----------------------------------------------------------------------------------- | ----------------------------------------------------------------------------------- |
| 6-6-2021                                                                            | Brøndbyvester                                                                       | Danimarca                                                                           | 2 – 0                                                                               | Bosnia ed Erzegovina                                                                | Amichevole                                                                          | -                                                                                   |                                                                                     |
| 18-12-2021                                                                          | Carson                                                                              | Stati Uniti                                                                         | 1 – 0                                                                               | Bosnia ed Erzegovina                                                                | Amichevole                                                                          | -                                                                                   | 83’                                                                                 |
| Totale                                                                              |                                                                                     | Presenze                                                                            | 2                                                                                   |                                                                                     | Reti                                                                                | 0                                                                                   |                                                                                     |